# Campyloneurus angulosus
Campyloneurus angulosus är en stekelart som först beskrevs av Günther Enderlein 1920.  Campyloneurus angulosus ingår i släktet Campyloneurus och familjen bracksteklar. Inga underarter finns listade.